# ماندانا
ماندانا دختر پادشاه ماد، ایشتوویگو بود. برطبق گفته هرودوت زمانی که آستیاگ در خواب، پسر ماندانا را دید که پادشاهی وی را به خطر انداخته، دخترش ماندانا را به ازدواج کمبوجیه که از خاندان‌های قدیمی و فرمانروا در منطقه پارس بود درآورد. بنا گفته هرودوت، کمبوجیه فردی آرام و سربه‌زیر بود. ماندانا از کمبوجیه پسری به دنیا آورد و این پسر را کوروش نام نهادند. علیرغم اقدام آستیاگ برای تحقق نیافتن خوابش، کوروش در آینده توانست پدربزرگش آستیاگ را شکست داده و پادشاه پارس و ماد شود.

## پیرامون نام
نام او ریشه در زبان فارسی باستان دارد و به معنای «خوشایند» و «خرسند» است. همچنین می‌توان نام او را با نام منیژه از شخصیت‌های اساطیری شاهنامه در پیوستگی دانست.

## پیش‌زمینه
ماندانا یا ماندانای مادی (زاده حدود ۶۰۰ پ. م) یک شاهدخت مادی بود که بعدها به همسری کمبوجیه شاه انشان (پادشاهی هخامنشی) درآمد و ملکه او شد. وی مادر کوروش، شاهنشاه ایران و مؤسس شاهنشاهی هخامنشی است. به گفته هرودوت، کمبوجیه شاه نبود بلکه مردی از «خانواده‌ای خوب» بود که با ماندانا دختر آستیاگ ازدواج کرده بود. از این پیوند کوروش به دنیا آمد. گزنفون می‌گوید که کمبوجیه با ماندانا دختر آستیاگ ازدواج کرده بود و شاه پارسی‌ها نامیده می‌شد. او ادعا کرده‌است که حکمرانی کمبوجیه به عنوان «شاه پارس» محدود به شورای بزرگان بوده‌است. در این‌جا هیچ تناقضی میان ادعای کوروش بزرگ که گفته بود پدرش شاه انشان است و گزارش گزنفون که گفته بود او شاه پارس است وجود ندارد، چرا که انشان و پارس دو نام برای خطاب قرار دادن یک سرزمین هستند.

## تولد کوروش

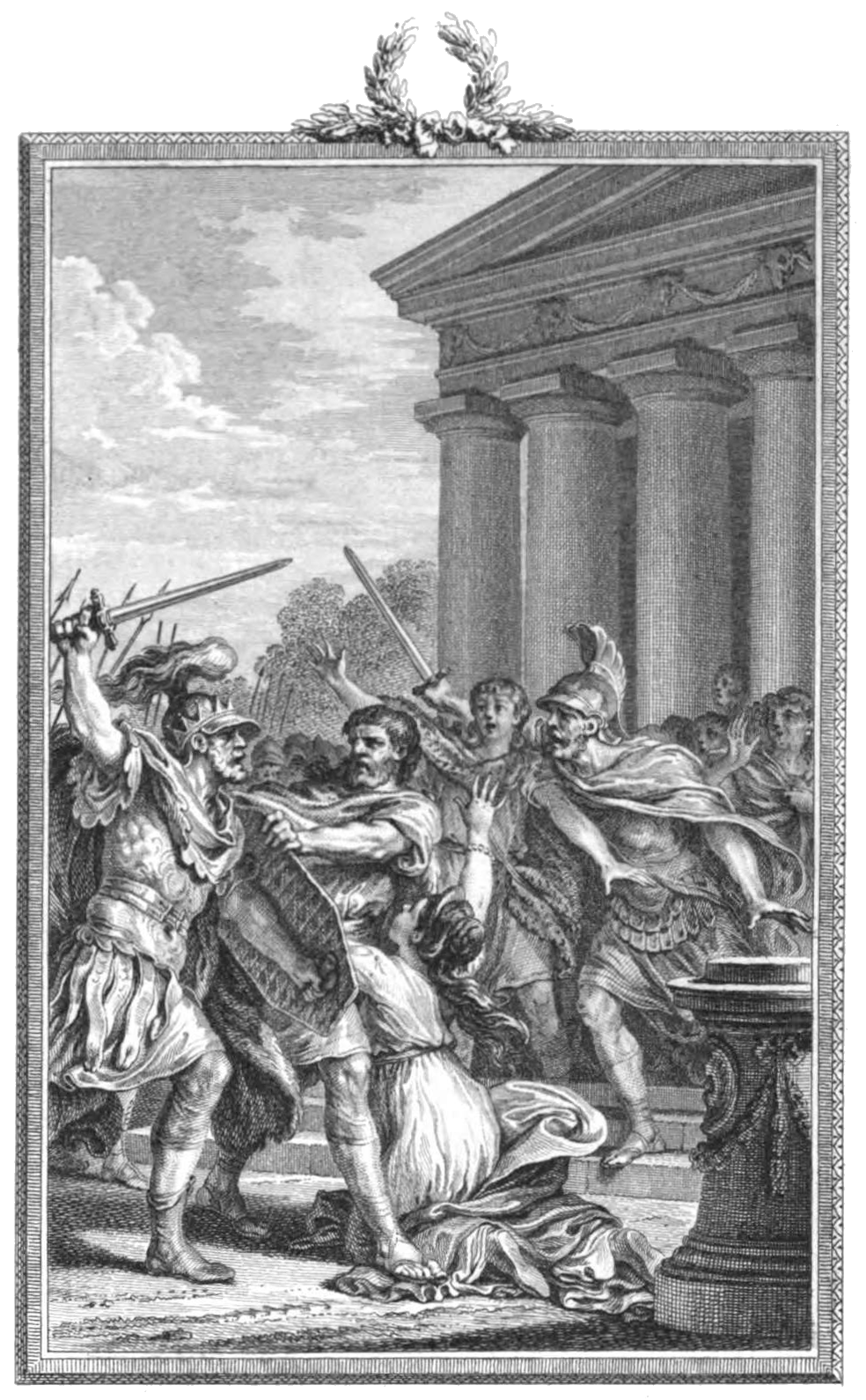
نگاره‌ای که به شناسایی کوروش در جوانی‌اش می‌پردازد. بترتیب از سمت راست، کمبوجیه و کوروش، در وسط ماندانا و مهرداد و در سمت چپ هم هارپاگ درحال حمله برای کشتن کوروش می‌باشد.

به گفته هردوت، روزی آستیاگ در خواب دید که از دخترش ماندانا آنقدر ادرار خارج شد که هگمتانه، پادشاهی ماد و تمام سرزمین آسیا را غرق کرد. آستیاگ تعبیر خوابش را از مغ‌ها پرسید، آن‌ها گفتند که از او فرزندی پدید خواهد آمد که بر سرزمین ماد غلبه خواهد کرد. این موضوع سبب این شد که آستیاگ تصمیم بگیرد، که دخترش را به ازدواج اشراف ماد درنیاورد، زیرا می‌ترسید که دامادش مدعی خطرناکی برای پادشاهی او شود؛ بنابراین آستیاگ دخترش را به ازدواج کمبوجیه از اشراف پارس درآورد.
ماندانا پس از ازدواج با کمبوجیه، از او باردار شد. شاه این‌بار خواب دید که از شکم دخترش درخت تاکی روییده، که شاخ و برگ‌های آن تمام آسیا را می‌پوشاند. پادشاه ماد، این‌بار هم از مغ‌ها تعبیر خوابش را خواست و آن‌ها گفتند، تعبیر خوابش آن است که از دخترش ماندانا فرزندی بدنیا خواهد آمد، که بر کل آسیا پیروز خواهد شد. آستیاگ به مراتب بیش‌تر از خواب اولش به هراس افتاد و برای همین دخترش را به نزد خودش فراخواند. ماندانا به هگمتانه بازگشت و آستیاگ به دلیل خواب‌هایی که دیده بود، از فرزند دخترش سخت وحشت داشت. پس از مدتی ماندانا فرزندش را به دنیا آورد و آستیاگ نوزاد او را به وزیرش هارپاگ سپرد و دستور داد که نوزاد را نابود کند. هارپاگ کودک را به خانه خودش برد و ماجرا را با همسرش در میان گذاشت. همسرش از او دربارهٔ سرنوشت کودک پرسیده و هارپاگ در جوابش گفت که دست به چنین جنایتی نخواهد زد، چون به کودک دلبسته شده و شاه هم فرزندان زیادی ندارد، پس ممکن است، دخترش جانشین او گردد. روشن است که ملکه ماندانا با کشندهٔ فرزندش چه خواهد کرد. پس کوروش را به یکی از چوپان‌های شاه به نام مهرداد (میترادات) داد و از او خواست که وی را به دستور شاه به کوهی در میان جنگل رها کند تا طعمهٔ جانوران وحشی گردد.
چوپان کودک را به خانه برد. وقتی همسر چوپان به نام سپاکو از موضوع با خبر شد، با ناله و زاری از شوهرش خواست، که از کشتن کودک خودداری کند و به‌جای او، فرزند خودشان را که تازگی مرده بدنیا آمده بود، در جنگل رها سازد. مهرداد شهامت این کار را نداشت، ولی در پایان نظر همسرش را پذیرفت. پس جسد مرده فرزندش را به مأموران هارپاگ داده و خودش سرپرستی کوروش را به گردن گرفت.

## تجزیه و تحلیل تاریخی
ماندانا هنگامی که تازه به سن ۱۸ سالگی رسیده بود، کوروش را بدنیا آورده و خود کوروش نیز، در هنگام مرگ او، مرد نسبتاً جوانی بوده‌است. به گفتهٔ هرودوت، کوروش نسب شاهانه داشته‌است. به‌جز کتزیاس، دیگر نویسندگان یونانی، ماندانا دختر آستیاگ را مادر کوروش دانسته‌اند و گزارش داده‌اند که کوروش حاصل ازدواج کمبوجیه و ماندانا است. برخی از باستان‌شناسان امروزی این روایت را معتبر می‌دانند. اما برخی دیگر اعتقاد دارند رواج این روایت ریشه‌های سیاسی داشته و هدفش این بوده که از بنیان‌گذار شاهنشاهی هخامنشی، مردی نیمه مادی بسازد تا مادها را با فرمانروایی پارس‌ها آشتی دهد و اصولاً رابطه‌ای بین ماندانا دختر آستیاگ و کوروش قائل نیستند و آن را افسانه می‌دانند.

## مرگ
منابعی وجود دارند که تاریخ درگذشت ماندانا را در سال ۵۵۹ پ. م ثبت کرده‌اند. گرچه این تاریخ، همان تاریخی است که به عنوان زمان مرگ کمبوجیه در نظر گرفته می‌شود، اما گمان میشود که این تاریخ تاریخی است که وضعیت او به‌واسطهٔ مرگ همسرش، از ملکه به ملکه مادر تغییر یافته‌است.

## یادداشت
1. ↑  منظور این است که کمبوجیه فردی نجیب‌زاده، از خانواده‌های اشرافی پارس بود.
2. ↑  منظور این است که حکومت پارس بصورت شورایی از بزرگان پارس، اداره می‌شده و ریاست این شورا برعهده کمبوجیه بوده‌است، نه این کمبوجیه شاه پارس با اختیار بی‌انتها و مطلق باشد. در واقع می‌توان گفت نوعی شاه که حدود اختیارات و تصمیم‌گیری‌هایش با همکاری شورای بزرگان صورت می‌گرفت.